# Morris Simmonds
Morris Simmonds, född 14 januari 1855 på Saint Thomas, död 4 september 1925, tysk läkare.
Simmonds föddes på ön Sankt Thomas som då tillhörde Danmark och familjen emigrerade till Hamburg 1861. Han studerade vid universiteten i Tübingen, Leipzig, München och Kiel, där han doktorerade 1879. Han var där även assistent till läkaren Arnold Ludwig Gotthilf Heller och kirurgen Johannes Friedrich August von Esmarch. Efter att ha gjort praktik i Hamburg öppnade han egen mottagning, samtidigt som han ägnade sig åt sitt huvudintresse, patologi. Simmonds var speciellt intresserad av det manliga könsorganet och då särskilt de endokrina körtlarna. Från 1909 kunde han titulera sig professor. När universitetet i Hamburg öppnade 1919 utnämndes han till hedersprofessor där. Han dog i parkinson 1925.
Förutom att ha hjälpt till vid skrivandet av Ludwig Aschoffs Pathologische Anatomie har han även givit namn åt Simmonds sjukdom.